# Theresa Schneckenreither
Theresa Schneckenreither (* 28. Mai 1993 in Steyr) ist eine österreichische Politikerin der Grünen. Seit dem 10. Juni 2025 ist sie Abgeordnete zum Wiener Landtag und Gemeinderat.

## Werdegang
Schneckenreither absolvierte ein Masterstudium an der Wirtschaftsuniversität Wien (WU).
Sie arbeitet als Programmkoordinatorin bei den Grünen Wien.

## Politik
Seit 2019 engagiert sich Schneckenreither bei den Grünen Margareten. Sie zog 2020 in die Bezirksvertretung Margareten ein, in der sie als Klubobfrau der Grünen Margareten fungierte.